# La Pierre de Tu-Hadj
La Pierre de Tu-Hadj est un cycle de romans de fantasy qui a révélé Alexandre Malagoli.

## Tomes
1. Le Sang d'Arion, 1999  (ISBN 2-911618-52-1)
2. Les Voix de la mer, 2000  (ISBN 2-911618-58-0)
3. Celle-qui-dort, 2001  (ISBN 2-911618-67-X)
4. Les Dragons étoilés, 2002  (ISBN 2-911618-74-2)

Les livres sont tous édités par Mnémos.